# Благородовац
Благородовац је насељено место у општини Дежановац, у западној Славонији, Република Хрватска.

## Историја
До краја Другог светског рата Благородовац је био већински немачко село Blagorodowatz.
До територијалне реорганизације у Хрватској насеље се налазило у саставу бивше велике општине Дарувар.

## Становништво
На попису становништва 2011. године, Благородовац је имао 229 становника.
По попису из 2001. године село је имало 331 становника.
| Националност       | 1991.        | 1981.        | 1971.        | 1961.        |
| Срби               | 300 (75,56%) | 349 (69,93%) | 344 (68,93%) | 245 (41,73%) |
| Хрвати             | 34 (8,56%)   | 33 (6,61%)   | 76 (15,23%)  | 121 (20,61%) |
| Југословени        | 29 (7,30%)   | 72 (14,42%)  | 6 (1,20%)    | 0            |
| остали и непознато | 34 (8,56%)   | 45 (9,01%)   | 73 (14,62%)  | 221 (37,64%) |
| Укупно             | 397          | 499          | 499          | 587          |

- напомене:

Од 1869. исказује се као насеље, а само 1880. као део насеља.

## Попис 1991.
На попису становништва 1991. године, насељено место Благородовац је имало 397 становника, следећег националног састава:
| Попис 1991.‍  | Попис 1991.‍  | Попис 1991.‍ | Попис 1991.‍ | Попис 1991.‍ |
| ------------ | ------------ | ----------- | ----------- | ----------- |
|              |              |             |             |             |
| Срби         | Срби         |             | 300         | 75,56%      |
| Хрвати       | Хрвати       |             | 34          | 8,56%       |
| Југословени  | Југословени  |             | 29          | 7,30%       |
| Мађари       | Мађари       |             | 5           | 1,25%       |
| Немци        | Немци        |             | 5           | 1,25%       |
| Бугари       | Бугари       |             | 3           | 0,75%       |
| Чеси         | Чеси         |             | 3           | 0,75%       |
| неопредељени | неопредељени |             | 6           | 1,51%       |
| регион. опр. | регион. опр. |             | 1           | 0,25%       |
| непознато    | непознато    |             | 11          | 2,77%       |
| укупно: 397  |              |             |             |             |